# 制限指定のアニメ一覧
制限指定のアニメ一覧（せいげんしていのアニメいちらん）は、映倫管理委員会（映倫）や日本ビデオ倫理協会（ビデ倫）、もしくはビデオメーカーやWOWOWやAT-Xなどの自主規制によってレイティング指定を受けたアニメの一覧。また、ここでは未放送アニメ作品や、ビデオアニメ作品（OVA）も記述の対象とする。右記は補足情報。
アニメが指定を受けるのほとんどの場合R15+、R18+である。G、PG12が指定されるのは劇場アニメだけで、TVアニメおよびOVAで指定されることがほとんどない。また、R18+は指定されるのはほとんどがアダルトアニメであるため、暴力的・反社会的・残酷な作品に対しては2020年現在では指定されていない。
映像コンテンツ倫理連絡会議が将来設置されることから、審査区分や基準が変わる可能性がある。

## 一覧
注意事項
- 日本に正式に輸入されていない外国アニメは記載不可（ビデオスルー（劇場未公開および未放送）作品は可）。
- 特撮も含む実写作品は記載不可（人形劇やストップモーションアニメまたはアニメとの合成は可）。

### G指定 (全年齢対象)
- 君の名は。[1]
- サマーウォーズ[2]
- ベン10 (第1期)
  - ベン10 エイリアンフォース (第2期)
  - ベン10 アルティメットエイリアン (第3期)
  - ベン10 オムニバース (第4期)
  - ベン:10 (第5期)
- なんだかんだワンダー
- ホワット・イフ...?
- 監獄学園
- フォスターズ・ホーム
- スポンジ・ボブ
- アバター 伝説の少年アン
  - レジェンド・オブ・コーラ (第2期)
- アドベンチャー・タイム
- 怪奇ゾーン グラビティフォールズ
- 悪魔バスター★スター・バタフライ
- ソニックX
- 食戟のソーマ
  - 食戟のソーマ (第1期)
  - 食戟のソーマ 弐ノ皿 (第2期)
  - 食戟のソーマ 餐ノ皿 (第3期)
  - 食戟のソーマ 神ノ皿 (第4期)
  - 食戟のソーマ 豪ノ皿 (第5期)
- ティーンエイジ・ミュータント・ニンジャ・タートルズ
  - ミュータント・タートルズ (第1期, 1987)
  - ミュータント・タートルズ (第2期, 2003)
  - ミュータント・タートルズ (第3期, 2012)
- AIR（PS2・PSP版では15歳以上対象）
- 【推しの子】Mother and Children（当初はPG12指定と表記されていた[3]）
- Kanon（PS2・PSP版では12歳以上対象）
- CLANNAD（原作ゲームは15歳以上対象）
- Angel Beats! (「SPECIAL」ではPG12指定)
- 侵略!イカ娘（第1期）
  - 侵略!?イカ娘（第2期）
- リトルバスターズ!（第1期）（原作ゲームは12歳以上対象）
  - リトルバスターズ! ~Refrain~ (第2期)
- こみっくパーティー（第1期）（PSP版では15歳以上対象）
  - こみっくパーティー Revolution（第2期）
- selectorシリーズ
  - selector infected WIXOSS（第1期）
  - selector spread WIXOSS（第2期）
- ToHeart シリーズ
  - ToHeart (第1期)（PS2・PSP版では12歳以上対象）
  - ToHeart ~Remember my memories~ (第2期)
- ToHeart2（PS2・PSP版では15歳以上対象）
- 結城友奈は勇者である
- ハナヤマタ
- 魔界戦記ディスガイア
- ご注文はうさぎですか? シリーズ
- 咲 -Saki- シリーズ
  - 咲 -Saki-  (第1作)
  - 咲 -Saki- 阿知賀編 episode of side-A (第2作)
  - 咲 -Saki- 全国編 (第3作)
  - 咲日和 (OVA)
- はなまる幼稚園
- 妖狐×僕SS
- WORKING!! シリーズ
  - WORKING!! (第1期)
  - WORKING'!! (第2期)
- 一週間フレンズ。
- じょしらく
- けいおん! シリーズ
  - けいおん! (第1期)
  - けいおん!! (第2期)
  - 映画 けいおん! (劇場版)
- Hi☆sCoool! セハガール
- Venus Versus Virus
- あっちこっち
- 中二病でも恋がしたい! シリーズ
  - 中二病でも恋がしたい! (第1期)
  - 中二病でも恋がしたい! 戀 (第2期)
  - 小鳥遊六花・改 〜劇場版中二病でも恋がしたい!〜
- 俺、ツインテールになります。
- 冴えない彼女の育てかた
- やはり俺の青春ラブコメはまちがっている。
  - やはり俺の青春ラブコメはまちがっている。続 (2期)
- ギルティクラウン
- STEINS;GATE
  - 劇場版 STEINS;GATE 負荷領域のデジャヴ
  - STEINS;GATE 0
- ROBOTICS;NOTES
- ミス・モノクローム -The Animation-
  - ミス・モノクローム -The Animation- 2
- マルドゥック・スクランブル 燃焼 劇場公開版（残酷な表現があるため放送が見送られ、後にR15+指定でBDアニメとして収録）
  - マルドゥック・スクランブル 排気 劇場公開版
- あの日見た花の名前を僕達はまだ知らない。
  - 劇場版 あの日見た花の名前を僕達はまだ知らない。
- オオカミ少女と黒王子
- DOG DAYSシリーズ
  - DOG DAYS (第1期)
  - DOG DAYS' (第2期)
  - DOG DAYS" (第3期)
- RDG レッドデータガール
- 暁のヨナ
- 日常
- 涼宮ハルヒシリーズ
  - 涼宮ハルヒの憂鬱
  - 涼宮ハルヒちゃんの憂鬱
  - にょろーん☆ちゅるやさん
  - 長門有希ちゃんの消失
  - 涼宮ハルヒの消失
- らき☆すた
- ストライクウィッチーズ 劇場版
- 艦隊これくしょん -艦これ-
  - 劇場版 艦これ
- 問題児たちが異世界から来るそうですよ?
- 這いよれ! ニャル子さんF (OVA)[4]
- バカとテストと召喚獣シリーズ
  - バカとテストと召喚獣 (第1期)
  - バカとテストと召喚獣にっ! (第2期)
- たまこまーけっと
  - たまこラブストーリー（劇場版たまこまーけっと）
- 桜Trick
- ローゼンメイデンシリーズ
  - ローゼンメイデン (第1期 - 2004年)
  - ローゼンメイデン トロイメント (第2期 - 2005年)
  - ローゼンメイデン オーベルテゥーレ (特別編 - 2006年)
  - ローゼンメイデン (新アニメ - 2013年)
- 劇場版K MISSING KINGS
- 魔法少女リリカルなのはシリーズ (テレビアニメ)
  - 魔法少女リリカルなのは (第1期)
  - 魔法少女リリカルなのはA's (第2期)
  - 魔法少女リリカルなのはStrikerS (第3期)
  - 魔法少女リリカルなのはViVid (第4期)
  - ViVid Strike! (第5期)
- 魔法少女リリカルなのはシリーズ (劇場版アニメ)
  - 魔法少女リリカルなのは The MOVIE 1st
  - 魔法少女リリカルなのは The MOVIE 2nd A's
  - 魔法少女リリカルなのは The MOVIE 3rd Reflection
- 魔法少女まどか☆マギカ
- ダンボール戦機 (第1期)
  - ダンボール戦機W (第2期)
- イナズマイレブン (第1期)
  - イナズマイレブンGO (第2期)
  - 劇場版イナズマイレブンGO vs ダンボール戦機W
- AMNESIA
- 乙女はお姉さまに恋してる ～2人のエルダー～ THE ANIMATION
- 超次元ゲイム ネプテューヌ THE ANIMATION
- エスカ&ロジーのアトリエ 〜黄昏の空の錬金術士〜
- 干物妹!うまるちゃん
- ガールズ&パンツァー
- のんのんびより
- 精霊使いの剣舞
- 甘城ブリリアントパーク
- いなり、こんこん、恋いろは。
- 棺姫のチャイカシリーズ
  - 棺姫のチャイカ（第1期）
  - 棺姫のチャイカ AVENGING BATTLE（第2期）
- あの夏で待ってる
- 恋愛ラボ
- 神さまのいない日曜日
- アウトブレイク・カンパニー
- 彼女がフラグをおられたら
- 龍ヶ嬢七々々の埋蔵金
- 魔法少女大戦
- アスラクラインシリーズ
  - アスラクライン
  - アスラクライン2
- デッドデッドデーモンズデデデデデストラクション 前章（後章はPG12指定[5]）
- デュラララ!!
  - デュラララ!!×2
- とある科学の超電磁砲
  - とある科学の超電磁砲S
- とある魔術の禁書目録
  - とある魔術の禁書目録II
  - 劇場版 とある魔術の禁書目録 エンデュミオンの奇蹟
- ロウきゅーぶ! (第1期)
  - ロウきゅーぶ!SS (第2期)
- ゴールデンタイム
- 坂本ですが?
- ラブライブ!
  - ラブライブ! Second season
- ガールフレンド（仮）
- ドラゴンボールシリーズ
- ONE PIECE
- HUNTER×HUNTER
  - HUNTER×HUNTER (2011)
- NARUTO -ナルト- (第1期)
  - NARUTO -ナルト- 疾風伝 (第2期)
  - BORUTO-ボルト- -NARUTO NEXT GENERATIONS- (第3期)
- BLEACH
- ニセコイ
  - ニセコイ: (2期)
- ディスク・ウォーズ:アベンジャーズ
- FAIRY TAIL
  - FAIRY TAIL ZERO
- ログ・ホライズン
  - ログ・ホライゾン2
- とらドラ!
- 妁眼のシャナシリーズ
  - 妁眼のシャナ
  - 妁眼のシャナII
  - 妁眼のシャナIII -Final-
  - 劇場版 灼眼のシャナ
- ソードアート・オンラインシリーズ
  - ソードアート・オンライン
  - ソードアート・オンラインII
  - 劇場版ソードアート・オンライン オーディナル・スケール
- 傷物語〈I 鉄血篇〉
- ベルセルク 黄金時代篇I 覇王の卵[6]

### PG12指定 (12歳以上推奨)
- AKIRA[7]（2020年の劇場再公開時）
- 青鬼 the animation[8]
- 亜人シリーズ
  - 亜人 -衝動-[9]
  - 亜人 -衝突-[10]
  - 亜人 -衝戟-[11]
- アムリタの饗宴[12]
- UNDER THE DOG Jumbled[13]
- 海がきこえる（劇場再公開時、未成年の飲酒描写があるため[14]）
- 海辺のエトランゼ[15]
- 劇場版 オーバーロード 聖王国編[16]
- GANTZ:O[17]
- 鬼太郎誕生 ゲゲゲの謎[18](真生版はR15+指定[19])
- 機動戦士ガンダム THE ORIGIN 第二章 開戦編[20]
- 鬼滅の刃シリーズ（劇場版はPG12指定[21]）
  - 劇場版 鬼滅の刃 無限列車編[22][23]
  - 「鬼滅の刃」上弦集結、そして刀鍛冶の里へ[24]
  - 「鬼滅の刃」絆の奇跡、そして柱稽古へ[25]
  - 鬼滅シアター「鬼滅の刃」浅草編[21]
  - 鬼滅シアター「鬼滅の刃」鼓屋敷編[21]
  - 鬼滅シアター「鬼滅の刃」那田蜘蛛山編[21]
  - 鬼滅シアター「鬼滅の刃」柱合会議・蝶屋敷編[21]
  - 鬼滅シアター「鬼滅の刃」遊郭決戦編[21]
  - 鬼滅シアター「鬼滅の刃」刀鍛冶の里 敵襲編[21]
  - 鬼滅シアター「鬼滅の刃」刀鍛冶の里 繋いだ絆編[21]
  - 鬼滅シアター「鬼滅の刃」柱稽古 開幕編[21]
  - 鬼滅シアター「鬼滅の刃」柱稽古 柱結集編[21]
  - 劇場版 鬼滅の刃 無限城編 第一章 猗窩座再来[26]
- 銀魂 THE FINAL[27](銀魂シリーズ初のPG12指定)
  - 銀魂オンシアター2D かぶき町四天王篇[28]
- グリザイア: ファントムトリガー THE ANIMATION[29]
  - グリザイア：ファントムトリガー THE ANIMATION スターゲイザー
- GHOST IN THE SHELL / 攻殻機動隊（劇場再公開時[30]）
- 攻殻機動隊 SAC_2045 持続可能戦争[31]
- 甲鉄城のカバネリシリーズ
  - 甲鉄城のカバネリ 序章[32]
  - 甲鉄城のカバネリ 総集編　前編 集う光[33]
  - 甲鉄城のカバネリ 総集編　後編 燃える命[34]
  - 甲鉄城のカバネリ 海門決戦[35]
- ゴブリンスレイヤー
  - ゴブリンスレイヤー GOBLIN'S CROWN[36]
- 劇場版総集編 呪術廻戦 懐玉・玉折[37]
- ジョジョの奇妙な冒険 ファントムブラッド[38]
- ジョジョの奇妙な冒険 スターダストクルセイダース[39]（未成年の喫煙描写があるため。）
- 劇場版 新暗行御史[40]
- 人狼 JIN-ROH[41]（日本で初めてPG12に指定されたアニメ映画）
- 真救世主伝説 北斗の拳シリーズ
  - 真救世主伝説 北斗の拳 ラオウ伝 殉愛の章[42]（北斗の拳のアニメ化作品では史上初、更にノーカット版DVDもある。OVA版は指定なし）
  - 真救世主伝説 北斗の拳 ラオウ伝 激闘の章[43]
- スーサイド・ショップ[44] (2012年のフランス・ベルギー・カナダ合作アニメ映画。日本では2013年9月に公開)
- ストレンヂア 無皇刃譚[45]
- 「ツキウタ。」劇場版 RABBITS KINGDOM THE MOVIE[46]
- デッドデッドデーモンズデデデデデストラクション 後章[5]
- DEAD LEAVES[47]
- デトロイト・メタル・シティ[48](いわゆるOVA作品としては史上初のPG12指定）
- 劇場版 転生したらスライムだった件 紅蓮の絆編[49]
- 東京喰種 トーキョーグール【JACK】[50]
- どうにかなる日々[51]
- ドラゴンエイジ -ブラッドメイジの聖戦-[52]
- OVA ToHeart2シリーズ
  - ToHeart ad
  - ToHeart adplus
  - ToHeart adnext
  - ToHeart2 ダンジョントラベラーズ（原作ゲームは17歳以上対象）
- ティアーズ・トゥ・ティアラ（原作ゲームは12歳以上対象）
- 日本アニメ（ーター）見本市[53]
  - ゴーゴー日本アニメ（ーター）見本市[53]
- うたわれるもの（原作ゲームは15歳以上対象）
  - うたわれるもの 偽りの仮面
- WHITE ALBUM（原作ゲームは17歳以上対象）
  - WHITE ALBUM2
- 劇場版 薄桜鬼 第一章 京都乱舞[54]
- 劇場版 薄桜鬼 第二章 士魂蒼穹[55]
- 桃華月憚
- CHAOS;HEAD
- CHAOS;CHILD（原作ゲームは18歳以上のみ対象）
- OCCULTIC;NINE（ゲーム版では17歳以上対象）
- がっこうぐらし!
- 神椿市建設中。魔女の娘 -Witchling-[56]
- 牙狼-GARO-シリーズ
  - 牙狼＜GARO＞ －DIVINE FLAME－[57]
  - 薄墨桜 -GARO-[58]
- ねむれ思い子 空のしとねに[59]
- バイオレンス・ボイジャー[60]
- 這いよれ! ニャル子さん
  - 這いよれ! ニャル子さんW
- はぴねす!（原作ゲームは18禁）
- H2O -FOOTPRINTS IN THE SAND-（原作ゲームは18禁）
- 整形水[61]
- 戦場でワルツを[62]
- 閃乱カグラ（原作ゲームは17歳以上対象）
- トリニティセブン
  - 劇場版 トリニティセブン -天空図書館と真紅の魔王-[63]
- 恋と選挙とチョコレート
- さくら荘のペットな彼女
- Thunderbolt Fantasy 西幽玹歌[64]（日本と台湾の合作人形劇映画）
  - Thunderbolt Fantasy 東離劍遊紀 最終章[65]
- 死が美しいなんて誰が言った[66]
- シノアリス 一番最後のモノガタリ[67]
- JUNK WORLD[68]
- アスタロッテのおもちゃ!
- 魔法科高校の劣等生
- デンキ街の本屋さん
- 魔弾の王と戦姫
- アブソリュート・デュオ
- ef - a tale of memories. (1期)
  - ef - a tale of melodies. (2期)
- 音楽[69]
- GOD EATER
- Devil May Cry
- 同級生[70]
- ハーモニー[71]
- バイオハザードシリーズ
  - バイオハザード ダムネーション[72]
  - バイオハザード: ヴェンデッタ[73]
  - バイオハザード デスアイランド[74]
- HIGHLANDER ハイランダー 〜ディレクターズカット版〜[75]
- Happy Tree Friends[76]
- ブラッククローバー
- BLOODY ESCAPE -地獄の逃走劇-[77]
- 劇場版 BLOOD-C The Last Dark[78]
- プリンセス・プリンシパル Crown Handler（第4章[79]）
- 劇場版 BEM 〜BECOME HUMAN〜[80]
- BAYONETTA Bloody Fate[81]
- 劇場版 Fate/stay night Unlimited Blade Works[82](アダルトゲーム原作のアニメとしては史上初のPG12指定)
- 劇場版 Fate/stay night Heaven's Feel II.lost butterfly[83]
- Fate/Grand Order 終局特異点 冠位時間神殿ソロモン[84]
- ベルセルク 黄金時代篇II ドルドレイ攻略[6]
- マッドゴッド[85]
- 魔法少女リリカルなのは Detonation[86](魔法少女リリカルなのはシリーズ初にして唯一のPG12指定)
- まるだせ金太狼[87](イエスかノーか半分かの同時上映作品)
- マルドゥック・スクランブル 圧縮 劇場公開版[88]（完全版はR18+指定[88]）
- 未来少年コナン（2024年の劇場公開時、未成年の飲酒や喫煙描写があるため[89]）
- ムタフカズ -MUTAFUKAZ-[90](2018年に公開された日仏合作アニメ映画)
- 劇場版総集編【後編】メイドインアビス 放浪する黄昏[91]（前編はG指定）
- めくらやなぎと眠る女[92]
- 新・やらないか[93]
- ユニコーン・ウォーズ[94]（スペインとフランスの合作アニメ映画）
- LUPIN THE IIIRDシリーズ
  - LUPIN THE IIIRD 次元大介の墓標[95]
  - LUPIN THE IIIRD 血煙の石川五ェ門[96]
  - LUPIN THE IIIRD 峰不二子の嘘[97]
  - LUPIN THE IIIRD THE MOVIE 不死身の血族[98]
- ひめゴト
- 〈物語〉シリーズ
  - 傷物語〈II 熱血篇〉[99]
  - 傷物語〈III 冷血篇〉[100]
  - 傷物語 -こよみヴァンプ-（『傷物語』の総集編[101]）
  - 続・終物語[102]
- 劇場版 生徒会役員共[103]（AT-Xでは、自主規制によりR15+指定となっている[104]。）
  - 劇場版 生徒会役員共2[105]
- PSYCHO-PASS サイコパス Sinners of the System
  - Case.1 罪と罰[106]
  - Case.2 First Guardian[107]
  - Case.3 恩讐の彼方に＿＿ [108]
- 劇場版 幼女戦記[109]
- 曇天に笑う＜外伝＞宿命、双頭の風魔[110]
- HUMAN LOST 人間失格[111]
- 劇場版 巨蟲列島[112]（OVA版はR15+指定。なおAT-Xでは、自主規制によりR15+指定となっている[113]。）
- PEACE MAKER 鐵～想道(オモウミチ)～[114]
  - PEACE MAKER 鐵～友命(ユウメイ)～[115]
- 劇場版 進撃の巨人 完結編 THE LAST ATTACK[116]

### R15+指定 (15歳未満は閲覧不可)「R指定」
（AT-Xの視聴年齢制限はR15+指定のことを指す）
- 地下幻燈劇画 少女椿（劇場版は映倫が指定した約26ヶ所を削除した上でぼかしを加えた「映倫通過版」のフィルムを用いる必要があり、これにR15+指定をつけるよう定められている[118]）
- A KITE INTERNATIONAL VERSION[119]
- ストライクウィッチーズシリーズ（2008年 - 2021年）（BD版でR15+指定）
- Another（地上波放送では規制あり。AT-XでR15+指定[120]）
- 天空侵犯（Webアニメ版でR15+指定）
- アズールレーン（BD版でR15+指定）
- 当て馬キャラのくせして、スパダリ王子に寵愛されています。[121]（地上波放送および通常版では規制あり、プレミアム版はR15+指定）
- 俺だけレベルアップな件 ReAwakening[122]（BD版でR15+指定）
- RAIL WARS!（BD版でR15+指定）
- AYAKASHI（地上波放送では指定なし。AT-XでR15+指定[123]）
- アノマリサ[124]（日本では劇場未公開）
- アフロサムライ[125]
- AMON デビルマン黙示録（AT-XでR15+指定[126]）
- イエスかノーか半分か[127]
- 異種族レビュアーズ（地上波放送では修正あり。AT-XでR15+指定[128]）
- 異世界迷宮でハーレムを（地上波放送では規制あり。AT-XでR15+指定[129]）
- いちばんうしろの大魔王（地上波放送では指定なし。AT-XでR15+指定[130]）
- 祝福のカンパネラ（原作ゲームは『はぴねす！』同様、18禁。BD版でR15+指定）
- 一騎当千 シリーズ（一般放送では指定なし。AT-XでR15+指定[131]）
  - 一騎当千
  - 一騎当千 Dragon Destiny
  - 一騎当千 Great Guardians
  - 一騎当千 XTREME XECUTOR
  - 一騎当千 集鍔闘士血風録
  - 一騎当千 Extravaganza Epoch
  - 一騎当千 Western Wolves
  - 真・一騎当千
- 伊藤潤二『コレクション』（地上波放送では指定なし。WOWOWでR15+指定[132]）
- ヴァージン・パンク[133]
- VALKYRIE DRIVE -MERMAID-（地上波放送では指定なし。AT-XでR15+指定[134]）
- 閃乱カグラ ESTIVAL VERSUS -水着だらけの前夜祭-（DVD発売時は指定なし。AT-XでR15+指定[135]）
  - 閃乱カグラ SHINOVI MASTER -東京妖魔篇-（地上波放送では指定なし。AT-XでR15+指定）
- ウィッチブレイド（地上波放送では指定なし。DVD版でR15+指定）
- Walking Meat[136]
- Sランクモンスターの《ベヒーモス》だけど、猫と間違われてエルフ娘の騎士として暮らしてます（地上波放送では規制あり。AT-XでR15+指定[137]）
- エルフェンリート(一般放送および映像ソフトでは指定なし。AT-XでR15+指定[138])
- エルフさんは痩せられない。（地上波放送では規制あり。AT-XでR15+指定[139]）
- お金がないっ（DVD発売時は指定なし。AT-XでR15+指定）
- おくさまが生徒会長!（地上波放送では指定なし。AT-XでR15+指定[140]）
  - おくさまが生徒会長!+!
- おまもりひまり（地上波放送では指定なし。ソフト版はR15+指定）
- お見合い相手は教え子、強気な、問題児。（地上波放送では規制あり、AT-XでR15+指定。なお完全版はR18+指定[141]）
- 俺が好きなのは妹だけど妹じゃない（地上波放送では指定なし。AT-XでR15+指定）
- 回復術士のやり直し（地上波放送では指定なし、AT-XではR15+指定[142]、BD版ではR18+指定となる）
- 下級生2 〜瞳の中の少女たち〜（AT-XでR15+指定）
- かのこん（AT-XでR15+指定[143][144]）
- 過呼吸（dアニメストアでR15+指定）
- 神椿市建設中。ディレクターズカット版（dアニメストアでR15+指定[145]）
- 鴉 -KARAS-（DVD発売時は制限なし。AT-XでR15+指定）
- 喰霊-零-（地上波放送では一部修正あり。AT-XでR15+指定[146]）
- 監獄学園 プリズンスクール（地上波放送では制限なし。BD版でR15+指定）
- 神田川JET GIRLS（地上波放送では制限なし。AT-XでR15+指定[147]）
- 鬼公子炎魔（DVD発売時は制限なし。AT-XでR15+指定）
- 鬼太郎誕生 ゲゲゲの謎 真生版[19][148]（通常版はPG12指定）
- kiss×sis（AT-XでR15+指定[149]）
- 虐殺器官[150]
- 強殖装甲ガイバー（AT-XでR15+指定[117]）
- 巨人族の花嫁[151](地上波放送、及び通常版では指定なし、プレミアム版はR15+指定)
- 巨蟲列島（OVA版が指定対象。劇場版はPG12指定）
- 境界線上のホライゾンⅡ（地上波放送では指定なし。AT-XでR15+指定[152]）
- 結婚指輪物語（地上波放送では規制あり、AT-XでR15+指定[153]）
- 健全ロボ ダイミダラー（地上波放送では指定なし。AT-XでR15+指定[154]）
- こいけん! 〜私たちアニメになっちゃった!〜（Web配信時には指定なし。AT-XでR15+指定）
- 恋騎士 Purely☆Kiss THE ANIMATION～Special Edition～（AT-XでR15+指定[155]。なお通常版はR18+指定）
- 恋姫†無双（原作ゲームは18禁であり、地上波放送では指定なし。AT-XでR15+指定）
  - 真・恋姫†無双
  - 真・恋姫†無双 〜乙女大乱〜
- 劇場版 PSYCHO-PASS サイコパス[156][157]
  - 劇場版 PSYCHO-PASS サイコパス PROVIDENCE[158]
- サイバーパンク エッジランナーズ（NetflixでR15+指定[159]）
- サウスパーク（WOWOWオンデマンドでR15+指定[160]）
  - サウスパーク/無修正映画版[161]（1999年のアメリカ映画。米国ではR指定）
- 屍姫（地上波放送では指定なし。AT-XでR15+指定）
- 下ネタという概念が存在しない退屈な世界（地上波放送では一部修正あり。AT-XでR15+指定[162]）
- SHUFFLE!（ソフト版やWOWOWの第9話以降がR15+指定[163]。AT-Xでは指定なし）
- sin 七つの大罪（地上波放送では制限なし。AT-XでR15+指定[164]）
  - 七つの美徳
- 俺たちに翼はない（BD版でR15+指定）
- シグルイ[165](秋田書店初のR15+指定アニメ)
- PERFECT BLUE（R指定版[166]）（1998年の日本映画。日本で初めてR指定されたアニメ映画であり、日本以外のほとんどの国ではR18+指定）
- AIKa
  - AIKa R-16：VIRGIN MISSION
  - AIKa ZERO
- 間の楔（DVD発売時は制限なし。AT-XでR15+指定）
- あまえないでよっ!! 喝!!（地上波放送では指定なし。AT-XでR15+指定）
- 犬になったら好きな人に拾われた。（地上波放送では制限なし。AT-XでR15+指定[167]。なお完全版はR18+指定)
- 超神伝説うろつき童子（劇場版のみR15+指定。オリジナル版ではR18+指定[168]）
- 転校生（原作ゲームは18禁。地上波放送では指定なし。）
- GIRLSブラボー（地上波放送では一部修正あり。AT-X放送時やソフト版発売時にR15+指定[169]）
  - GIRLSブラボー second season[170]
- もっとTo LOVEる -とらぶる-（地上波放送では一部修正あり。AT-XでR15+指定[171]）
- ケモノヅメ（WOWOWでR15+指定[172]）
- コープスパーティー Tortured Souls -暴虐された魂の呪叫-[173]（原作ゲームは17歳以上対象）
- 終末のハーレム（地上波放送では規制あり。AT-XでR15+指定[174]）
- 獣兵衛忍風帖（劇場公開時は指定なし。AT-XでR15+指定[175]）
- 女子高生 GIRL'S-HIGH（地上波放送では指定なし。AT-XでR15+指定）
- スキャナー・ダークリー[176]（キアヌ・リーブス主演）
- School Days（原作ゲームは18禁。京田辺警察官殺害事件が発生したため地上波放送は中止となったが、GyaOやAT-XではR15+指定で放送[177][178]）
- ストライク・ザ・ブラッド OVA（ソフト発売時は指定なし。AT-XでR15+指定[179]）
- ソーセージ・パーティー[180][181](CGアニメーション映画初のR15+指定)
- エルフ版 下級生～あなただけを見つめて～(原作ゲームは18禁。第4巻のみ指定になるという珍しい例。カット版は一般指定)
- 高橋留美子劇場 人魚の森（テレビ東京系列のアニメだが「人魚の傷」のみ残酷な表現があるため放送が見送られ、後にR15+指定でDVDアニメとして収録された。OVA版には指定なし）
- こはるびより（DVD発売時は指定なし。AT-XでR15+指定相当とされた[182]）
- ヨスガノソラ（原作ゲームは18禁、地上波放送では一部修正あり。AT-XでR15+指定[183]）
- ストレイト・ジャケット（DVD発売時は指定なし。AT-XでR15+指定）
- 星刻の竜騎士（地上波放送では指定なし。AT-XでR15+指定[184]）
- セキレイ（地上波放送では指定なし。AT-XでR15+指定[185]）
  - セキレイ〜Pure Engagement〜
- つぐもも（地上波放送では指定なし。BD版でR15+指定）
  - 継つぐもも
- DEVILMAN crybaby（2023年の劇場公開時[186]）
- 同級生2　
  - 同級生2 Special 卒業生（DVD発売時は指定なし。AT-XでR15+指定）
- 同窓会 Yesterday Once More
- ドメスティックな彼女（BD版やdアニメストアでR15+指定[187]）
- ノブナガ先生の幼な妻（地上波放送では指定なし。AT-XでR15+指定[188]）
- 履いてください、鷹峰さん（地上波放送では規制あり。AT-XでR15+指定[189]）
- 元祖 爆れつハンター（ソフト発売時は指定なし。AT-XでR15+指定[190]）
- はぐれ勇者の鬼畜美学（地上波放送では指定なし。AT-XでR15+指定）
- 風夏（地上波放送では指定なし。ソフト版発売時やAT-X放送時にR15+指定[191]）
- ふたりエッチ（ソフト版は指定なし。ニコニコ生放送ではR15+指定で公開された[192]。）
  - ふたりエッチ 2nd SEASON[193]
- プリンセスラバー!（地上波放送では指定なし。AT-X放送時にR15+指定となり、OVA発売時にはR18+指定相当となった）
- HEN（ソフト販売時は規制なし。AT-Xでは自主規制によりR15+指定となっている[194]）
- ワルキューレロマンツェ（BD版でR15+指定）
- ひぐらしのなく頃に（地上波放送では指定なし。AT-XでR15+指定[195]）
  - ひぐらしのなく頃に解[196]
  - ひぐらしのなく頃に業（2020年）（地上波放送では一部修正あり。AT-XでR15+指定）
- うみねこのなく頃に（地上波放送では指定なし。AT-XでR15+指定[197]）
- GANTZ（地上波放送では一部修正あり。AT-XでR15+指定[198]）
- 聖痕のクェイサー（地上波放送では一部修正あり。DC・BD版やAT-XでR15+指定[199]）
  - 聖痕のクェイサーII
- 絶対衝激 〜PLATONIC HEART〜（DVD発売時は制限なし。AT-XでR15+指定）
- 僧侶と交わる色欲の夜に…（地上波放送では一部修正あり。AT-XでR15+指定。なお完全版はR18+指定[200]）
- Soul Link（地上波放送では指定なし。AT-XでR15+指定）
- そふてにっ（地上波放送では一部修正あり。AT-XでR15+指定）
- だから僕は、Hができない。（地上波放送では一部修正あり。AT-XでR15+指定）
- この中に1人、妹がいる!（地上波放送では一部修正あり。BD版でR15+指定。なお米国ではR18+指定）
- TATSUMI マンガに革命を起こした男（当初はR18+指定で公開される予定だった[201]。DVD版はR18+指定）
- ちゅーぶら!!
- テラフォーマーズ（地上波放送では一部修正あり。BD版でR15+指定）
- 土下座で頼んでみた（地上波放送では指定なし。BD版でR15+指定）
- TOKYO TRIBE2
- TOKKO 特公
- DRAMAtical Murder OVA（dアニメストアでR15+指定[202]）
- なんでここに先生が!?（地上波放送では指定なし。AT-XやWeb配信でR15+指定[203]）
- ゆらぎ荘の幽奈さん（地上波放送では一部修正あり。AT-XでR15+指定）
- ハイスクールD×D（地上波放送では一部修正あり。AT-XでR15+指定[204]）
  - ハイスクールD×D NEW
  - ハイスクールD×D BorN
  - ハイスクールD×D HERO
- バキ[205]
- 新妹魔王の契約者（地上波放送では一部修正あり。BD版でR15+指定）
  - 新妹魔王の契約者 BURST
  - 新妹魔王の契約者 DEPARTURES[206]（劇場版）
- バッドキャット[207]（日本では劇場未公開）
- パンティ&ストッキングwithガーターベルト（オリジナル版はAT-XでR15+指定[208]）
- ピーター・グリルと賢者の時間（地上波放送では指定なし。AT-XでR15+指定[209]）
  - ピーター・グリルと賢者の時間 Super Extra
- ビキニ・ウォリアーズ（地上波放送では指定なし。AT-Xやソフト版でR15+指定）
- 百花繚乱 サムライブライド（地上波放送では一部修正あり。AT-XでR15+指定）
  - 百花繚乱 サムライアフター
- pupa（地上波放送では一部修正あり。DVD版でR15+指定[210]）
- ファイト一発! 充電ちゃん!!（地上波放送では指定なし。AT-XでR15+指定）
- 不徳のギルド（地上波放送では規制あり。AT-XでR15+指定[211]）
- BLACK LAGOON（地上波放送では指定なし。DVD版でR15+指定[212]）
  - BLACK LAGOON The Second Barrage
- フリージング（地上波放送では一部修正あり。AT-XでR15+指定[213]）
  - フリージング ヴァイブレーション
- フルメタル・パニック! The Second Raid（WOWOWでR15+指定）
- HELLSING（AT-XでR15+指定[214]）
  - HELLSING OVA（DVD発売時は制限なし。WOWOWでR15+指定）
- 変ゼミ（地上波放送は制限なし。ソフト版はR15+指定）
- 撲殺天使ドクロちゃん（DVD発売時は制限なし。AT-XでR15+指定）
  - 撲殺天使ドクロちゃん2
- R-15
- 魔王イブロギアに身を捧げよ[215](地上波放送、及び通常版では指定なし、プレミアム版はR15+指定)
- マケン姫っ!（地上波放送では指定なし。AT-XでR15+指定[216]）
- 真剣で私に恋しなさい!!（原作ゲームは18禁、地上波放送では指定なし。AT-XでR15+指定）
- 魔装学園H×H（AT-XでR15+指定）
- 魔都精兵のスレイブ（地上波放送では規制あり。AT-XでR15+指定[217]）
- 魔乳秘剣帖（地上波放送では一部修正あり。AT-XでR15+指定）
- 魔法少女にあこがれて（地上波放送では規制あり。AT-XでR15+指定[218]）
- 未来日記（地上波放送では指定なし。BD版でR15+指定）
- マルドゥック・スクランブル 燃焼 （BD版やAT-XでR15+指定[219]）
  - マルドゥック・スクランブル 排気 （BD版やAT-XでR15+指定[220]）
- 無限の住人（地上波放送では指定なし。AT-XでR15+指定）
- Mnemosyne-ムネモシュネの娘たち-
- 劇場版メイドインアビス 深き魂の黎明[221]（当初はPG12指定で公開される予定だった[222]）
- 名湯『異世界の湯』開拓記 〜アラフォー温泉マニアの転生先は、のんびり温泉天国でした〜（地上波放送では制限なし。AT-XではR15+指定[223]）
- 女神寮の寮母くん。（地上波放送は指定なし。AT-XでR15+指定[224]）
- MEZZO FORTE International Version[225]
- モンキーパンチ漫画活動大写真
- モンスター娘のいる日常（地上波放送では指定なし。AT-X放送時やソフト版発売時にR15+指定）
- モンティ・パイソン ある嘘つきの物語 グレアム・チャップマン自伝[226]
- 妖獣都市（劇場公開時は指定なし。AT-XでR15+指定[227]）
- 世にも恐ろしいグリム童話[228]
- 世にも恐ろしい日本昔話[228]
- RED GARDEN（地上波放送では指定なし。AT-XでR15+指定）
  - デッドガールズ
- れでぃ×ばと!
- ゴルゴ13
  - ゴルゴ13劇場版（劇場公開時および映像ソフト発売時は指定なし。WOWOWでR15+指定）
- クイーンズブレイドシリーズ (原作ゲームは17歳以上対象、地上波放送では一部修正あり。AT-XでR15+指定)
  - クイーンズブレイド 流浪の戦士[229]
  - クイーンズブレイド 玉座を継ぐ者
  - クイーンズブレイド 美しき闘士たち
  - クイーンズブレイド リベリオン
  - ヴァンキッシュド・クイーンズ
- 学園黙示録 HIGHSCHOOL OF THE DEAD（地上波放送では一部修正あり。AT-XでR15+指定[230]）
- ベルセルク 黄金時代篇III 降臨（劇場公開版、無修正版はR18+指定[6]）
- ヤリチン☆ビッチ部[231]
- Cutie Honey Universe（地上波放送では指定なし。BD版でR15+指定）
- 最近、妹のようすがちょっとおかしいんだが。（地上波放送では一部修正あり。BD版やAT-X放送時にR15+指定[232]）
- 勇者になれなかった俺はしぶしぶ就職を決意しました。（地上波放送では一部修正あり。BD版でR15+指定。AT-Xでは未放映話のみR15+指定）

R15+指定のアニメにおいては初期のころは性表現のみが規制の対象であったが、近年では暴力・反社会的・残酷な表現も対象となっている。また、放送中止などの理由でビデオでリリースされるケースも多い。

### R18+指定 (18歳未満は閲覧不可) 「成人指定」
（TV作品、劇場アニメ、一般OVAのみ記載可能）
- A KITE[233]（インターナショナルバージョンはR15+指定）
- すヾみ舟（日本では初のアダルトアニメとなる[234]）
- ㊙劇画 浮世絵千一夜（1969年に東映系で公開された日本初の成人指定アニメ映画）[235]
- 超神伝説うろつき童子（オリジナル版、劇場公開版はR15+指定[168]）
- マルドゥック・スクランブル 圧縮 完全版[236]（通常版はPG12指定、完全版はR18+指定[88]）
- STAR☆jewel（2011年に単館系劇場で先行公開されたOVA作品[237]）
- あきそらシリーズ（近親相姦による過激な性的描写があるため、TSUTAYAやFANZAではアダルトアニメとして扱われている。ソフト自体に年齢制限はなし。）
  - あきそら〜夢の中〜 上巻[238]
  - あきそら〜夢の中〜 下巻[239]
- エタニティ 〜深夜の濡恋ちゃんねる♡〜（地上波放送、及び通常版では指定なし、完全版はR18+指定）
- 処女はお姉さまに恋してる 三つのきら星 The Animation（アダルトアニメ版、同名の一般OVAもあるがそちらは年齢制限なし。）
- Crying フリーマン[240]
- グリーングリーン エロリューションズ（当初は一般OVAとして発売される予定だった[241]）
- 恋騎士 Purely☆Kiss THE ANIMATION（Special EditionはR15+指定）
- 校内写生（遊人による漫画を原作としたOVA作品）
- 囀る鳥は羽ばたかない The clouds gather[242]
- TATSUMI マンガに革命を起こした男（DVD版、劇場公開時はR15+指定）
- ノ・ゾ・キ・ア・ナ[243]（BD版はR18+指定）
- バイオレンスジャック 地獄街編（永井豪原作のOVA作品[244]）
- 発狂する現代史[245]
- ベルセルク 黄金時代篇III 降臨（無修正オリジナルバージョン）[246][6]
- 魔法少女にあこがれて 超あこがれVer.（シネマート新宿にてR18+指定で先行上映された[247][248]）
- ぬきたし THE ANIMATION（原作は18禁ゲームであり、シネマート新宿にてR18+指定で先行上映された[249]）
- MEZZO FORTE[233]
- モトリー・クルーのディザスター！ ～アルマゲドン危機一発～[250]（クレイアニメ）
- OVAプリンセスラバー!
- Dark Blue（オリジナルアニメーション原作: PoRO。18禁ゲーム原作は「LiLiM DARKNESS」）
- AnimeFestaオリジナルシリーズ（地上波放送、及び通常版では規制あり、プレミアム版はR18+指定[251]）
  - 僧侶と交わる色欲の夜に…[200]
  - スカートの中はケダモノでした。
  - お見合い相手は教え子、強気な、問題児。[141]
  - 25歳の女子高生
  - 甘い懲罰〜私は看守専用ペット
  - じょしおちっ!〜2階から女の子が…降ってきた!?〜
  - 終電後、カプセルホテルで、上司に微熱伝わる夜。
  - パパだって、したい（12月30日に先行上映が行われた[252]）
  - 洗い屋さん!〜俺とアイツが女湯で!?〜
  - 指先から本気の熱情-幼なじみは消防士-
    - 指先から本気の熱情2-恋人は消防士-

  - XL上司。
  - おーばーふろぉ
  - 俺の指で乱れろ。〜閉店後二人きりのサロンで…〜
  - オオカミさんは食べられたい
  - 大人にゃ恋の仕方がわからねぇ!
  - じみへんっ!!〜地味子を変えちゃう純異性交遊〜
  - 黒ギャルになったから親友としてみた。
  - しょうたいむ!〜歌のお姉さんだってしたい〜
  - 王子の本命は悪役令嬢
  - 3秒後、野獣。〜合コンで隅にいた彼は肉食でした
  - 森のくまさん、冬眠中。
  - ハーレムきゃんぷっ!
  - 犬になったら好きな人に拾われた。（U-NEXTでR18+指定[253]）
  - 漣蒼士に純潔を捧ぐ
  - 夫婦交歓〜戻れない夜〜
  - しーくれっとみっしょん〜潜入捜査官は絶対に負けない!〜
  - 悶えてよ、アダムくん[254]

アダルトアニメも参照。